# Hokejové události
Hokejové události je označení protestů proti sovětské okupaci Československa po roce 1968, které vypukly po vítězství reprezentace Československa nad Sovětským svazem na mistrovství světa v ledním hokeji 1969. Během největší demonstrace se na Václavském náměstí v Praze sešlo asi 150 tisíc lidí. V důsledku provokací StB se demonstranti dopustili výtržností, konkrétně byla zničena výloha cestovní kanceláře Aeroflot.

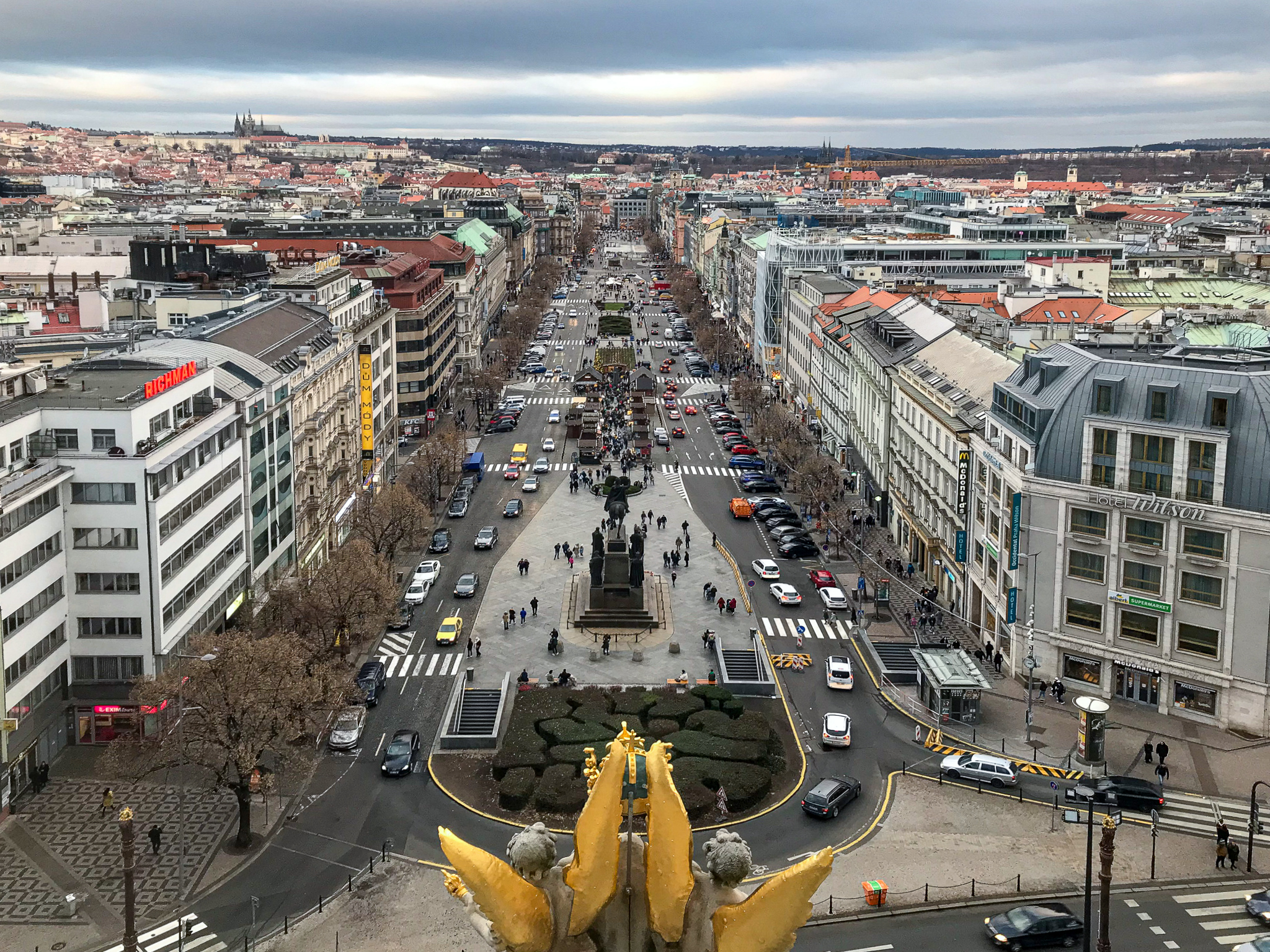
Václavské náměstí, kde se odehrály největší nepokoje, v roce 2021

Hokejové události využil normalizační režim jako záminku ke zpřísnění omezení občanské svobody. Sovětská média věc popisovala jako nacionalistické orgie.

## Pozadí událostí
Mistrovství světa v hokeji 1969 se původně mělo konat v Československu. Bylo ovšem rozhodnuto, že z politických důvodů bude hostitelskou zemí Švédsko. Československo-sovětské zápasy pak měly být odehrány bez přítomnosti diváků, od tohoto rozhodnutí ale nakonec bylo upuštěno a zápasy se odehrály s diváky, ale i tak ve velmi napjaté atmosféře. Jen dva měsíce před událostí se v Praze na protest proti sovětské okupaci upálil student Jan Palach.

### Sovětsko-československé zápasy na MS v hokeji 1969
První zápas československé a sovětské reprezentace proběhl 21. března a skončil československým vítězstvím při stavu 2:0. Hráči Sborné komandy odešli z ledu bez podání si rukou se soupeři, za což byli kritizováni. Jak ale uvedl později československý trenér Jaroslav Pitner, odchod byl předem domluvený, aby nedošlo k vyhrocení situace.
Druhý zápas se odehrál o týden později, 28. března. Československý tým dokázal skórovat 4 góly a Sověty tak tým porazil 4:3. Čechoslováci do zápasu nastoupili s dresy, na kterých si sami zakryli černou páskou rudou hvězdu ve státním znaku.

## Protesty
Už po prvním zápase na Václavském náměstí oslavovaly asi dva tisíce československých občanů, přičemž někteří z nich skandovali i protisovětská hesla.
Hlavní nepokoje ale přišly po druhém vítězství národního týmu ve Stockholmu, který televizní komentátorka Milena Vostřáková označila za morální vítězství. Do ulic tehdy vyšly statisíce lidí, nejen, především v Praze. Lidé skandovali protisovětská hesla, například Dnes Tarasov, zítra Brežněv (Anatolij Tarasov byl trenérem sovětské hokejové reprezentace, Leonid Iljič Brežněv vrcholným představitelem SSSR).
Zcela stěžejní pro další vývoj událostí se stala provokace Státní bezpečnosti, při které byla zničena výloha pražské pobočky sovětské cestovní kanceláře Aeroflot. Nastrčení provokatéři navršili před výlohou dlažební kostky a sami je začali vrhat do skleněné výlohy. Ihned se k nim z rozjařeného davu připojilo několik dalších osob. K provokacím došlo i v jiných městech v Československu. V Ústí nad Labem mělo být zapáleno několik sovětských vojenských aut.

## Následky
Všichni členové národního týmu museli vedení státu vysvětlit, proč si např. se Sověty nepodali ruce a proč přelepili hvězdy na dresech. Jaroslav Holík, který vstřelil rozhodující branku ve druhém zápase, pak nesměl několik následujících let hrát. Komentátoři obou zápasů, konkrétně Milena Vostřáková a její kolega Vladimír Vácha, nesměli následujících 20 let účinkovat v televizi. Nepokoje se staly také záminkou pro zpřísnění opatření omezujících svobodu a pro zpřísnění normalizačního procesu.